# 史蒂芬·桑坦
史蒂芬·約書亞·桑坦（英語：Stephen Joshua Sondheim，/ˈsɒndhaɪm/；1930年3月22日—2021年11月26日），美國著名音樂劇及電影音樂作曲家及劇作家，曾經獲得奥斯卡最佳原创歌曲奖，七次托尼獎，托尼獎戲劇終生成就獎，多次葛萊美獎項以及一次普利策獎。他被譽為是「美國音樂劇界最重要及最具知名度的人物」。他包辦作曲及作詞的著名音樂劇有《理髮師陶德》、《春光滿古城》、《伙伴们》、《富丽秀》、《小夜曲》、《星期天与乔治在公园》、《拜访森林》以及《刺客》等等，而負責作詞的音樂劇則有《西区故事》以及《玫瑰舞后》。他是美國劇作家協會1973年至1981年的主席。

## 早年
史蒂芬·桑坦是赫伯特·桑坦和珍妮·桑坦的兒子，生於紐約，並在紐約曼哈頓的上西區成長，後來曾居住於賓夕法尼亞州的農場。父親赫伯特是製衣商人，母親珍妮是服裝設計师。史蒂芬·桑坦自九歲第一次接觸百老匯音樂劇之後便對音樂劇產生熱愛。在十歲時，他的父母離婚，史蒂芬跟隨母親生活。

## 事業

### 奥斯卡·汉默斯坦二世的教育
史蒂芬·桑坦十歲認識占美·汉默斯坦，占美是著名劇作家及作詞人奥斯卡·汉默斯坦二世（Oscar Hammerstein II）的兒子。奥斯卡·汉默斯坦二世成為桑坦心目中的父親，也是他的音樂劇啟蒙導師。汉默斯坦的音樂劇《南太平洋》演出時，桑坦遇上了導演哈洛·普林斯（Harold Prince），日後許多桑坦的著名音樂劇都是由普林斯導演。
在賓夕法尼亞州的一所高中喬治學校（George School）就讀期間，桑坦首次創作了一齣校園喜劇音樂劇《喬治作品》（By George），獲得同學的欣賞。但奧斯卡·汉默斯坦卻指出該劇劇本和歌詞有許多不合理的地方，指導桑坦去撰寫更多音樂劇練習，讓桑坦獲益良多。
在1950年，桑坦自麻省威廉士鎮的威廉姆斯學院畢業。畢業後，桑坦跟隨米尔顿·巴比特（Milton Babbitt）學習作曲。巴比特以創作無調性音樂著名，但他認為桑坦在有調性的音樂風格裏仍有很大發展空間。桑坦因此逐漸發掘到自己的音樂風格，以有調性的音樂為主，雖然他亦經常運用半音及不協調的和弦。

### 初期寫作生涯
桑坦形容最初幾年的創作生涯頗為艱苦。在1950年代，他曾在荷李活為電視劇集Topper撰寫配樂。桑坦後來回顧時認為電影配樂的經驗對他有重要影響。1954年，他創作了《星期六晚》（Saturday Night），但該作品直至1997年倫敦的演出之前，一直都沒有上演的機會。
《西区故事》（West Side Story）是桑坦事業的突破。由伯恩斯坦（Leonard Bernstein）作曲，桑坦作詞，傑洛美·羅賓斯（Jerome Robbins）導演，並在1957年上演了共732場。雖然這是桑坦最著名的作品之一，桑坦卻並不滿意，認為自己的歌詞寫得太過像詩歌，並不切合劇中角色的身份。
接著他為另一齣著名音樂劇《玫瑰舞后》作詞。雖然桑坦希望包辦作曲填詞，但主演的明星埃塞爾·默爾曼（Ethel Merman）卻推薦了朱利·史坦（Jule Styne）作曲。在這個劇裏，桑坦也是第一次和編劇阿瑟·勞倫茲（Arthur Laurents）合作。《玫瑰舞后》在1959年首演，共上演了702場。
在《春光滿古城》（A Funny Thing Happened on the Way to the Forum）桑坦終於有機會包辦作曲及作詞。《春光滿古城》在1962年首演，共上演了964場。劇本由Burt Shevelove及Larry Gelbart撰寫，改編自羅馬帝國時期的劇作家普羅托斯（Plautus）的荒誕劇。該劇贏取了當年的托尼獎年度最佳音樂劇獎，但桑坦的音樂卻沒有獲得提名。
之後幾年桑坦的事業並不順利。1964年的《人人都会吹口哨》（Anyone Can Whistle）劇評評價甚低，只上演了九場便告終，直至1995年重演之後才逐漸為觀眾認識。1965年他和作曲家理查德·罗杰斯（Richard Rodgers）合作，為難道我聽見華爾茲？（Do I Hear a Waltz?）填詞，但合作並不愉快。1966年他為外百老匯的一個節目《瘋狂表演》（Mad Show）之中的一首歌曲填詞，但在節目介紹裏他僅僅以筆名出現。

### 七十年代的成熟期
在1970年桑坦創作的《夥伴們》（Company）終於帶來突破。這是桑坦和導演哈洛·普林斯首次合作，直至1981年兩人一直合作創作了許多音樂劇。《夥伴們》以幽默的角度描寫都市人種種不安定的婚姻和伴侶關係，被認為是當時百老匯音樂劇中少有的深刻的作品。《夥伴們》更突破了以往音樂劇的故事形式，被稱為「概念音樂劇」，劇本圍繞著一個中心主題發展，雖然也著眼於人物關係，但卻並不會像通俗劇那樣有開端、衝突、大團圓結局的故事鋪排。
1971年的《富麗秀》（Follies）原名《樓上佳人》（The Girls Upstairs），繼承了《夥伴們》概念音樂劇的形式。二三十年代美國盛行富麗秀（Follies），這齣音樂劇講述兩對當年曾參與富麗秀的夫婦，數十年後故地重聚的所見所聞，反映了幾十年來美國社會的變遷。桑坦以懷舊的音樂風格模仿埃爾文．柏林（Irving Berlin）和蓋希文（Gershwin）的早期百老匯音樂劇。因為佈景及服裝皆極盡奢華，這個音樂劇雖然大獲好評，卻結果以虧本收場。
桑坦1973年的作品《小夜曲》（A Little Night Music），劇本改編自英格瑪·伯格曼的電影《夏夜的微笑》（Smiles of a Summer Night）。這齣音樂劇幾乎從頭到尾都是華爾茲或者三拍子的舞曲。音樂風格裏有拉威爾（Ravel）、布拉姆斯（Brahms）以及約翰·施特勞斯（Johann Strauss）的影子。而桑坦的多聲部合唱，更運用了複雜的對位法。這齣音樂劇被當年時代雜誌評為桑坦最優秀的成就。
1976年的《太平洋序曲》（Pacific Overtures）是少有融合東方戲劇風格的音樂劇。內容描述日本明治維新的年代，美國以船堅炮利打破了日本的鎖國政策，日本因而走上現代化之路。這個劇從日本人的視角描述，批評西方殖民主義對亞洲文化的影響，更運用了能劇和歌舞伎的戲劇風格，演員經常以舞蹈或默劇表達劇情，而故事則由旁述者敘述。這齣劇更以全男班演出，而且主要角色皆由亞洲裔演員飾演。在音樂風格上桑坦亦嘗試模仿日本傳統音樂，除了運用了日本的樂器，歌詞亦常常模仿日本俳句的詩歌形式。
1979年的《理髮師陶德》（Sweeney Todd）可能是桑坦最為人熟悉的音樂劇。內容以工業革命時期、貧富懸殊的倫敦作為背景，講述理髮師為了復仇而導致人吃人的故事。《理髮師陶德》在2007年由導演提姆·波頓（Tim Burton）拍成電影。

### 晚期作品
1981年的《欢乐岁月》（Merrily We Roll Along）由George Furth編劇，是首齣以全倒叙法叙事的音樂劇，亦是桑坦音樂風格上比較傳統的作品，雖然首演時並不成功，只演了16場，但其中有部份熱門歌曲後來被弗兰克·西纳特拉（Frank Sinatra）和卡莉．賽門（Carly Simon）演唱及灌錄唱片。
在《歡樂歲月》的失敗以後，桑坦和哈洛·普林斯便開始分道揚鑣。1984年，桑坦開始和當時一位年青導演詹姆斯·拉潘（James Lapine）合作，創作出《星期天与乔治在公园》（Sunday in the Park with George），為桑坦的事業再次帶來另外一個突破。這齣音樂劇以畫家喬治·秀拉（George Seurat）的名作《大碗島的星期日下午》為題材，探討藝術的價值以及在商業社會中如何平衡藝術和商業效益的關係。桑坦利用類似「點描法」的手法，以一個個片段去刻劃每個人物。這齣音樂劇在1995年獲得普立茲戲劇獎，並被作曲家及指揮家伯恩斯坦形容是桑坦最有個性的作品。
桑坦和詹姆斯·拉潘1987年合作創作的《拜访森林》（Into the Woods），顛覆了格林童話的故事如小紅帽、灰姑娘等等的大團圓結局，在故事裏每一個角色最終都會為自己的行為負上責任。同年安德魯·勞埃德·韋伯（Andrew Lloyd Webber）的《歌剧魅影》（Phantom of the Opera）獲得托尼獎最佳音樂劇獎，桑坦和拉潘卻藉著《步入森林》分別奪得托尼獎最佳音樂和最佳劇本獎項。
桑坦和約翰·懷德曼（John Weidman）1990年在外百老匯的劇院上演的作品《刺客》（Assassins），引起當時廣泛爭論，因為1990年正值波斯灣戰爭，這個音樂劇卻以另一個角度去描寫反面人物，似乎在歌頌美國歷史上行刺總統的刺客。這齣劇在十年後2001年9月再次排演，卻剛剛又發生了911事件，以致製作的劇團決定暫停演出計劃。直到2004年4月才有機會在百老匯上演，獲得了托尼獎最佳重演音樂劇、最佳導演等五個獎項。
1994年的《激情》（Passions）改編自伊吉尼奥·雨果·塔切蒂（Iginio Ugo Tarchetti）1869年的小說《佛斯卡》（Fosca），描述一位軍官和一位被認為是精神病患人之間的愛情。
在九十年代末，桑坦再次和哈洛·普林斯合作，2000年本來打算演出音樂劇《Wise Guys》，但計劃延遲，後來改名為《反彈》（Bounce）。內容講述二十世紀初，美國兩位兄弟成為企業家的故事，2003年在華盛頓及芝加哥上演，劇評的評價不佳，只能等到2008年才有機會在紐約外百老匯的The Public Theater上演。
桑坦在2006年接受倫敦Timeout雜誌訪問時，說因為年紀漸長的關係，而且以往成功的劇作變成了觀眾對新劇的期望，令他感到難以突破，缺乏信心去創作新劇。在2008年接受Playbill.com訪問時，則表示自己正在批注以往音樂劇的歌詞，有可能會在不久將來出版。在2008年至2009年，桑坦接受Frank Rich訪問並在多間大學演講。除此之外，導演詹姆斯·拉潘準備在2009年4月15日在阿特蘭大舉辦一場名為iSondheim:aMusical Revue的表演。

### 百老匯以外
除了音樂劇以外，桑坦亦有不少其它工作及興趣。在1968年至1969年之間，他在紐約雜誌（New York Magazine）刊登了不少填字遊戲。他曾經和Anthony Perkins一起為1973年電影《勾魂遊戲》（The Last of Sheila）撰寫劇本。在1996年桑坦曾經為舞台劇《逃離謀殺》（Gettomg Away with Murder）撰寫劇本，但觀眾反應不佳，只是預演了29次及正式上演17次。
桑坦亦曾為不少電影配樂。1990年，他為由華倫·比提（Warren Beatty）導演的電影《至尊神探》（Dick Tracy）撰寫了一系列歌曲，由麥當娜主唱的Sooner or Later獲得奧斯卡最佳原創歌曲獎。

### 个人生活
内向而孤独是桑坦的个人标签。在接受法蘭克·瑞奇采访时，他说：“这种置身局外的感觉——成为他人既想亲吻又想杀死的人——在我人生很早的阶段就出现了。”他直到40岁才出柜。他在 1990 年代与剧作家彼得·琼斯一起生活了八年。2017年，他与杰弗里·斯科特·罗姆利结婚。他们住在曼哈顿和康涅狄格州的罗克斯伯里。
桑坦于2021年11月26日在康涅狄格州罗克斯伯里的家中去世，享年91岁。

## 音樂劇作品
除非特別注明，音樂及歌詞皆為史提芬．桑坦創作
- 星期六晚（Saturday Nights, 1954創作, 1997首演)（劇本：Julius J. Epstein, Philip G. Epstein）
- 西区故事（West Side Story, 1957)（作曲：伯恩斯坦；劇本：阿瑟·勞倫茲；導演：傑洛美·羅賓斯）
- 玫瑰舞后（Gypsy, 1959)（作曲：朱利·史坦；劇本：阿瑟·勞倫茲；導演：傑洛美·羅賓斯）
- 春光滿古城（A Funny Thing Happened on the Way to the Forum, 1962)（又譯作：前往公會所途中發生的妙事/搶奪芳心喜自由，劇本：Burt Shevelove, Larry Gelbart；導演：George Abbott）
- 人人都会吹口哨（Anyone Can Whistle, 1964，劇本：阿瑟·勞倫茲；導演：阿瑟·勞倫茲）
- 難道我聽見華爾茲？（Do I Hear a Waltz?, 1965，作曲：理查德·罗杰斯；劇本：阿瑟·勞倫茲；導演：John Dexter）
- 夥伴們（Company, 1970，劇本：George Furth；導演：哈洛·普林斯）
- 富麗秀（Follies, 1971，又譯作：痴人大秀）（劇本：James Goldman；導演：哈洛·普林斯）
- 小夜曲（A Little Night Music, 1973)（劇本：Hugh Wheeler；導演：哈洛·普林斯）
- 太平洋序曲（Pacific Overtures, 1976)（劇本：約翰·懷德曼；導演：哈洛·普林斯）
- 理髮師陶德（Sweeney Todd, 1979）（又譯作：魔街理髮師、瘋狂理髮師）（劇本：Hugh Wheeler；導演：哈洛·普林斯）
- 歡樂歲月（Merrily We Roll Along, 1981)（劇本：George Furth；導演：哈洛·普林斯）
- 星期天与乔治在公园（Sunday in the Park with George, 1984）（又譯作：點點隔世情）（劇本：詹姆斯·拉潘；導演：詹姆斯·拉潘）
- 步入森林（Into the Woods, 1987）（又譯作：在森林裏、拜訪森林）（劇本：詹姆斯·拉潘；導演：詹姆斯·拉潘）
- 刺殺（Assassins, 1990）（又譯作：刺客列傳）（劇本：約翰·懷德曼；導演：Jerry Zaks）
- 激情（Passion, 1994，劇本：詹姆斯·拉潘；導演：詹姆斯·拉潘）
- 反彈（Bounce, 2003，劇本：約翰·懷德曼；導演：哈洛·普林斯）；後改名為巡迴表演（Road Show）
- 青蛙（Frogs, 2004）（再版劇本：Nathan Lane；1974年原版劇本：Burt Shevelove。新增七首歌曲。）
- 巡迴表演（Road Show, 2008，劇本：約翰·懷德曼；導演：John Doyle)（原名為反彈）

與桑坦一起（Side By Side By Sondheim, 1976），嫁給我一會兒（Marry Me A Little, 1980），你明天會愛上（You're Gonna Love Tomorrow, 1983)以及湊在一起（Putting It Together, 1993）都是為了紀念桑坦貢獻而製作的綜合表演，其中的樂曲皆選輯自其它桑坦的音樂劇。

## 外部連結
- The Stephen Sondheim Society（页面存档备份，存于）
- The Quotable Stephen Sondheim Page* Stephen Sondheim （页面存档备份，存于）在Internet Broadway Database （页面存档备份，存于）
- Stephen Sondheim在Internet Movie Database （页面存档备份，存于）
- Stephen Sondheim在Internet off-Broadway Database
- MusicalTalk Podcast關於桑坦及其它音樂劇工作者的訪問
- Stephen Sondheim online（页面存档备份，存于）
- The Stephen Sondheim Reference Guide（页面存档备份，存于）關於桑坦作品及錄音的資料庫
- Kennedy Center interview自2002年開始由Frank Rich訪問桑坦
- Stephen Sondheim Center for Performing Arts （页面存档备份，存于）桑坦演藝中心
- MMD - Mercury Musical Developments
- Stephen Sondheim "The Story So Far"由Sony BMG Masterworks推出的Podcast